# Strugi (powiat ostrowski)
Strugi – osada w Polsce położona w województwie wielkopolskim, w powiecie ostrowskim, w gminie Przygodzice. 
W latach 1975–1998 miejscowość administracyjnie należała do województwa kaliskiego. 
Pod koniec XIX wieku folwark Strugi należał do Radziwiłłów i liczył 93 mieszkańców.